# 戸田康平
戸田 康平（とだ こうへい、7月16日 - ）は、日本のシンガーソングライター・歯科医師。広島県広島市安佐北区出身。広島城北中学校・高等学校を経て東京歯科大学卒業。身長175cm。血液型O型。長姉は女優の戸田菜穂、次姉は元女優の戸田麻衣子。

## 人物
小学校でピアノを独学で始める。高校時代からバンドを組む。広島の実家は祖父の代から歯科医院を開業。東京歯科大時代に結成したバンドでギターとボーカルを担当。デビュー前は東京都内の歯科医院に勤務し歯科医師だったが、退職して2006年7月にデビュー。デビュー時は家族の反対にあった。中でも一番反対したのは芸能界の厳しさを知る長姉の菜穂。当初は姉が女優であることを表に出さなかったが、程なくファンに知られることになり、康平も「戸田菜穂の弟」であることを打ち明けた。現在は本業の歯科医師に復帰、実家の戸田歯科医院の院長。

## ディスコグラフィ

### シングル
1. 優しいだけの男（2006年7月26日発売）
  - 関西テレビドラマ「ナツムシ」主題歌
  - 広島FM放送「LUNCHBREAK☆STYLE」エンディングテーマ
2. 陽に向かう（2006年11月8日発売）
  - フジテレビ系「金曜プレステージ」エンディングテーマ
  - 朝日放送土曜ナイトドラマ「初恋net.com〜忘れられない恋のうた〜」エピソード3『陽に向かう』出演：伊藤裕子、谷村美月、わかぎゑふ、野村佑香他
3. 嬉し涙（2007年8月8日発売）
  - 関西ゼクシィ一押しSONG

## 出演
- 東京BEAT（2006年10月6日、テレビ朝日系）

## 作曲作品
1. 美郷あき
  - 「Life and proud」C/W「波の階段」作詞：畑 亜貴　編曲：菊谷知樹
  - 2009年02月04日発売
  - TVアニメ『明日のよいち!』EDテーマ
2. TVアニメ『神曲奏界ポリフォニカ クリムゾンS』
  - The First Movement「光の旋律/証 -akashi-」
  - 「光の旋律」作詞：こだまさおり　編曲：NOIZ'n GIRL
3. PS2『デス・コネクション』
  - デス・コネクション キャラクターソングアルバム
  - 2010年06月16日発売
  - 「バラッドを君に」作詞：鳥飼くろえ　編曲：大野宏明
4. 鈴村健一
  - in my space
  - 2010年07月07日発売
  - 「トハイヱ」作詞：鈴村健一　編曲：菊谷知樹
5. 結城アイラ
  - TVアニメ『伝説の勇者の伝説』OPテーマ
  - LAMENT～やがて喜びを～
  - 2010年07月21日発売
  - 「Reine (du) Lace」
  - 作詞：只野菜摘　作曲：戸田康平　編曲：馬場一嘉
6. 結城アイラ
  - PS2ゲーム『猛獣使いと王子様』ED主題歌
  - 2010年10月20日発売
  - 「eternal flower」作詞：こだまさおり　編曲：大野宏明
7. 結城アイラ
  - PS2ゲーム『猛獣使いと王子様~Snow Bride~』OP主題歌
  - 2011年02月24日発売
  - 「Epilogue of Symphony」作詞：瀬名　編曲：大野宏明
8. 小野賢章
  - Touch the Style
  - 2014年06月25日発売
  - 03「Phase 」　作詞：古屋真　編曲：南田健吾
9. NMB48
  - アルバム「NMB13#劇場盤」
  - 2023年03月08日発売
  - 03「想像のピストル」　作詞：秋元康